# Sona Jobarteh
Sona Jobarteh (Londra, 17 ottobre 1983) è una cantante e musicista gambiana.

## Biografia
Sona Jobarteh è nata a Londra in una famiglia di Griot, nella quale ha imparato a suonare la kora.
Essendo molto radicata con le sue origini, trascorre molto tempo in Gambia. Fonde diversi stili musicali, sia della tradizione dell'Africa occidentale che di quella europea.
Suo cugino era il suonatore di kora maliano Toumani Diabaté ed anche il fratello maggiore Tunde Jegede è un musicista di kora. Si è esibita per la prima volta all'età di quattro anni e si è poi formata al Royal College of Music. Già da studentessa ha lavorato a diversi progetti orchestrali.
Nel 2008 ha pubblicato il suo primo album in studio Afro Acoustic Soul.
È anche attiva come compositrice di colonne sonore e in tal ambito ha partecipato alle musiche dei film 500 Years Later (2005), Gli abbracci spezzati (2009), Motherland (2010) e altri.